# 100 ВЕЛОwatt
Веломарафон «100 ВЕЛОwatt» — відкрита першість Рівненської АЕС з велоспорту, яка вперше пройшла у Володимирецькому районі Рівненської області 12 серпня 2017 року. Протяжність дистанції — 100 кілометрів.

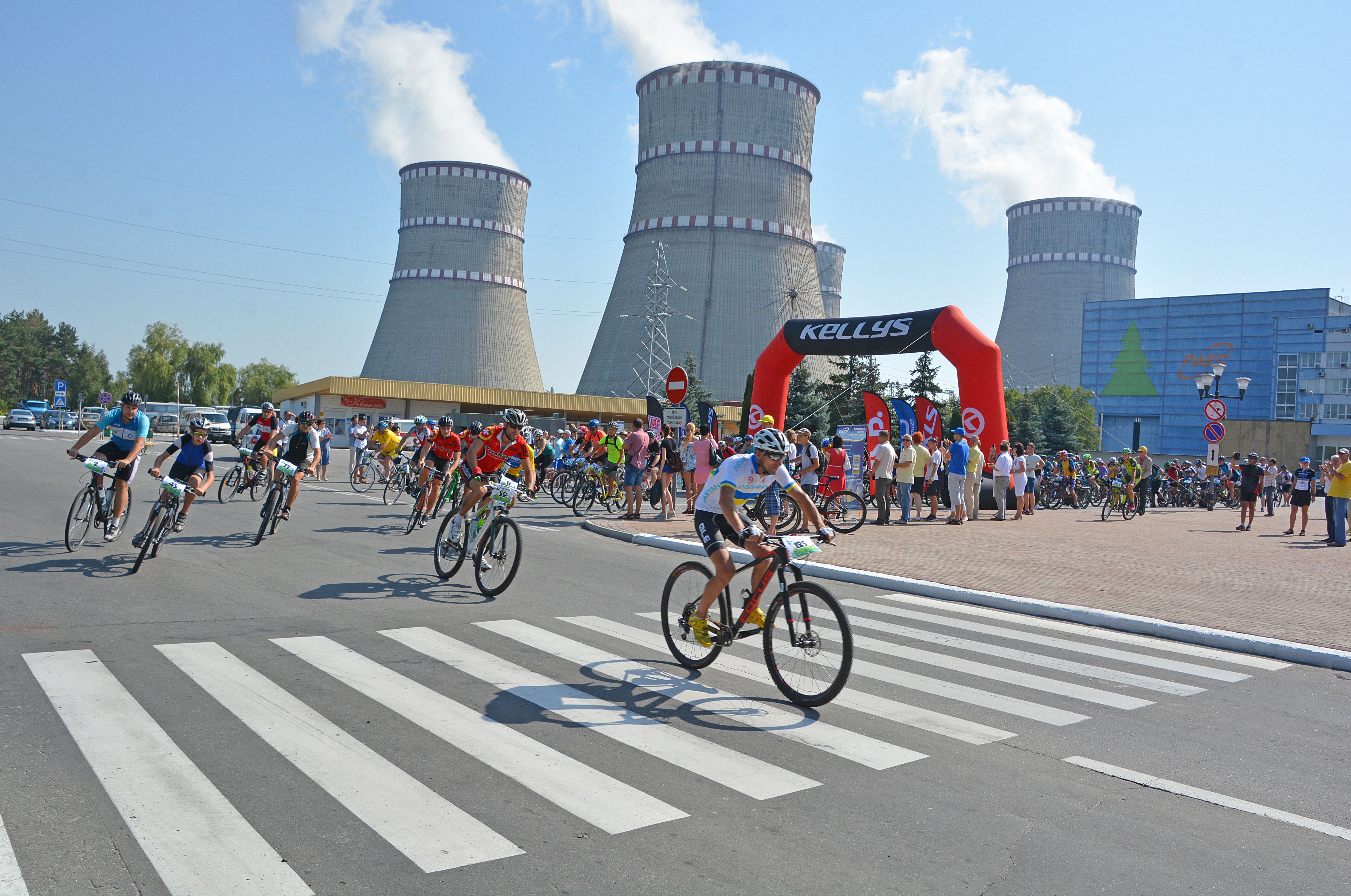
Старт веломарафону на пристанційній площі РАЕС

Це перший 100-кілометровий веломарафон, організований з ініціативи активної молоді та генерального директора Рівненської АЕС Павла Павлишина. Організаційну та фінансову підтримку заходу надали адміністрація РАЕС, профспілкові комітети РАЕС та НАЕК «Енергоатом», Організація молоді ППО РАЕС. Участь у велоперегонах безкоштовна.
Веломарафон проводиться з метою формування позитивного іміджу атомної енергетики, популяризації велоспорту та здорового способу життя.

## Маршрут 2017 року

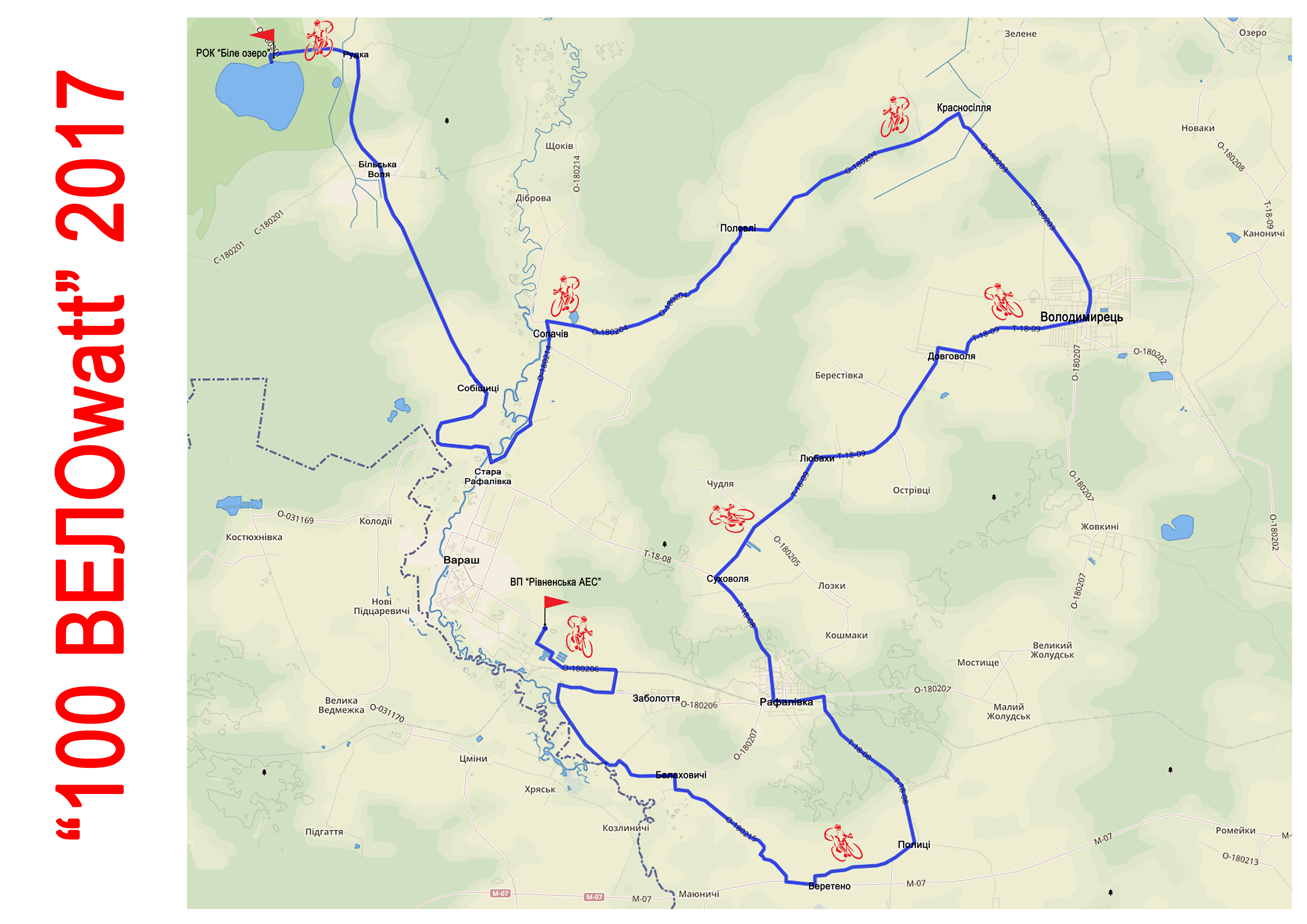
Маршрут веломарафону «100 ВЕЛОwatt»

Учасники веломарафону «100 ВЕЛОwatt» стартували з пристанційної площі Рівненської АЕС, а фінішували на реабілітаційно-оздоровчому комплексі «Біле озеро». Маршрут був прокладений через села Острів, Балаховичі, Веретено, Полиці, Рафалівку, Суховолю, Олізарку, Любахи, Довговолю, Красносілля, Зеленицю, Половлі, Сопачів, Бабку, Собіщиці, Більську Волю, Рудку. Єдиний контрольний пункт (КП) знаходився на 52-му кілометрі у смт Володимирець. На подолання дистанції відводилося 10 годин. Практично протягом всього маршруту було видно споруди Рівненської АЕС — градирні. 

## Учасники та номінації

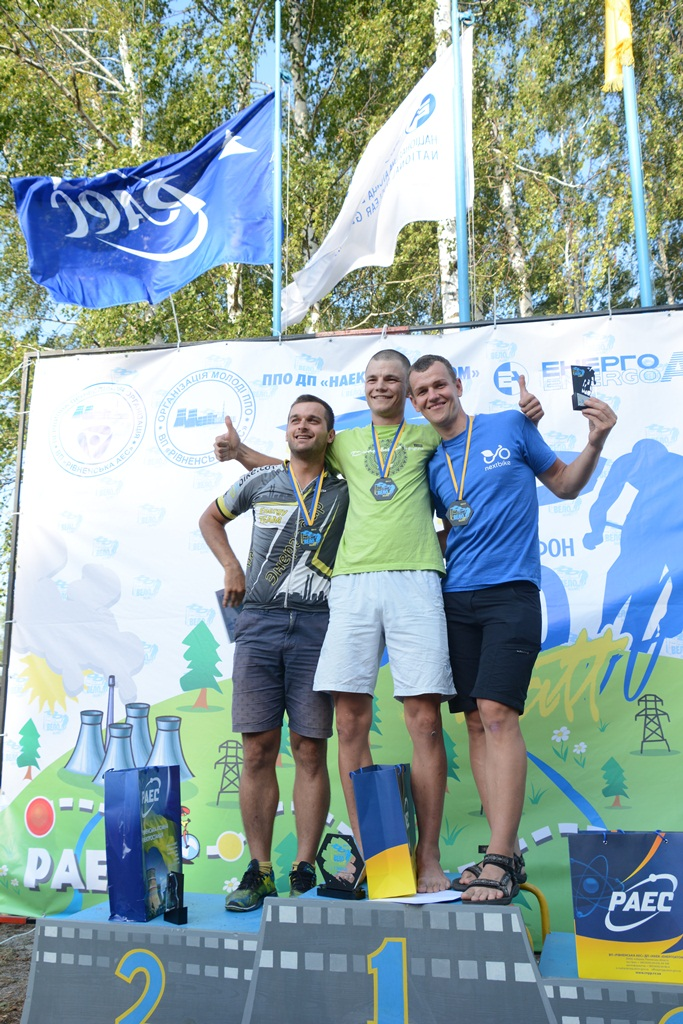
Переможці у категорії «Абсолют чоловіки»

Для участі у веломарафоні «100 ВЕЛОwatt» зареєструвалися понад 150 велосипедистів-аматорів з різних регіонів України: Рівненської, Волинської, Хмельницької, Запорізької, Львівської, Миколаївської, Закарпатської, Київської областей, міст Київ та Вараш.
Переможців та призерів визначили у різних номінаціях: «Абсолют чоловіки», Абсолют жінки", «Молодь» (18-35 років), "Чоловіки " (36-49 років), «Ветерани» (50 і більше років). Окремим призом було нагороджено найшвидшу команду серед підрозділів НАЕК «Енергоатом».

## Символіка
Веломарафон «100 ВЕЛОwatt» має власний затверджений логотип — велосипедист на фоні вентиляційної труби та градирень Рівненської АЕС, які символічно утворюють назву «100 ВЕЛОwatt». Логотип був розміщений на банері, пам'ятних медалях, призах та іншій сувенірній продукції. 